# اجاگبی
اجاگبی (به لاتین: Ajagabi) یک منطقهٔ مسکونی در نپال است که در Narayani Zone واقع شده‌است.

## خصوصیات
اجاگبی ۲٬۹۲۳ نفر جمعیت دارد.